# Agrostis kamtschatica
Agrostis kamtschatica är en gräsart som beskrevs av N.S. Probatova. Agrostis kamtschatica ingår i släktet ven, och familjen gräs. Inga underarter finns listade i Catalogue of Life.